# Sougalobougou
Sougalobougou, également orthographié Soungalobougou ou Souglaobougou, est une commune rurale située dans le département de Samorogouan de la province de Kénédougou dans la région des Hauts-Bassins au Burkina Faso.

## Géographie
Sougalobougou est situé à 15 km au sud-ouest de Samorogouan.

## Santé et éducation
Le centre de soins le plus proche de Sougalobougou est le centre de santé et de promotion sociale (CSPS) de Samorogouan.